# Anayo Iwuala
Anayo Emmanuel Iwuala (Lagos, 20 marzo 1999) è un calciatore nigeriano, attaccante dell'Al-Arabi e della nazionale nigeriana.

## Caratteristiche tecniche
È un'ala sinistra.

## Carriera

### Club
Cresciuto nel Kada City, nel 2019 viene acquistato dall'Enyimba. Nel 2021 si trasferisce all'Espérance, club della prima divisione tunisina, per poi dopo una sola stagione trasferirsi nella prima divisione algerina al CR Belouizdad.

### Nazionale
Il 19 marzo 2021 riceve la prima convocazione con la nazionale nigeriana, dove rimpiazza l'linfortunato Sadiq Umar; debutta otto giorni più tardi giocando l'incontro di qualificazione per la Coppa d'Africa 2021 vinto 1-0 contro il Benin.

## Statistiche
Statistiche aggiornate al 1º aprile 2021.

### Presenze e reti nei club
| Stagione        | Squadra         | Campionato      | Campionato | Campionato | Coppe nazionali | Coppe nazionali | Coppe nazionali | Coppe continentali | Coppe continentali | Coppe continentali | Altre coppe | Altre coppe | Altre coppe | Totale | Totale | Totale |
| Stagione        | Squadra         | Comp            | Pres       | Reti       | Comp            | Pres            | Reti            | Comp               | Pres               | Reti               | Comp        | Pres        | Reti        | Pres   | Reti   |        |
| --------------- | --------------- | --------------- | ---------- | ---------- | --------------- | --------------- | --------------- | ------------------ | ------------------ | ------------------ | ----------- | ----------- | ----------- | ------ | ------ | ------ |
| 2018-2019       | Kada City       | PFL             | 3          | 0          |                 | -               | -               |                    | -                  | -                  |             | -           | -           | 3      | 0      |        |
| 2019-2020       | Enyimba         | PFL             | 9          | 1          |                 | -               | -               | CCC                | 6                  | 0                  |             | -           | -           | 15     | 1      |        |
| 2020-2021       | Enyimba         | PFL             | 12         | 2          |                 | -               | -               | CCC+CCL            | 4+3                | 0                  |             | -           | -           | 19     | 2      |        |
| Totale carriera | Totale carriera | Totale carriera | 24         | 3          |                 | -               | -               |                    | 13                 | 0                  |             | -           | -           | 37     | 3      |        |

### Cronologia presenze e reti in nazionale
| Cronologia completa delle presenze e delle reti in nazionale ― Nigeria | Cronologia completa delle presenze e delle reti in nazionale ― Nigeria | Cronologia completa delle presenze e delle reti in nazionale ― Nigeria | Cronologia completa delle presenze e delle reti in nazionale ― Nigeria | Cronologia completa delle presenze e delle reti in nazionale ― Nigeria | Cronologia completa delle presenze e delle reti in nazionale ― Nigeria | Cronologia completa delle presenze e delle reti in nazionale ― Nigeria | Cronologia completa delle presenze e delle reti in nazionale ― Nigeria |
| Data                                                                   | Città                                                                  | In casa                                                                | Risultato                                                              | Ospiti                                                                 | Competizione                                                           | Reti                                                                   | Note                                                                   |
| ---------------------------------------------------------------------- | ---------------------------------------------------------------------- | ---------------------------------------------------------------------- | ---------------------------------------------------------------------- | ---------------------------------------------------------------------- | ---------------------------------------------------------------------- | ---------------------------------------------------------------------- | ---------------------------------------------------------------------- |
| 27-3-2021                                                              | Porto-Novo                                                             | Benin                                                                  | 0 – 1                                                                  | Nigeria                                                                | Qual. Coppa d'Africa 2021                                              | -                                                                      | 81’                                                                    |
| 30-3-2021                                                              | Abuja                                                                  | Nigeria                                                                | 3 – 0                                                                  | Lesotho                                                                | Qual. Coppa d'Africa 2021                                              | -                                                                      | 86’                                                                    |
| 8-6-2021                                                               | Wiener Neustadt                                                        | Camerun                                                                | 0 – 0                                                                  | Nigeria                                                                | Amichevole                                                             | -                                                                      | 76’                                                                    |
| 4-7-2021                                                               | Los Angeles                                                            | Messico                                                                | 4 – 0                                                                  | Nigeria                                                                | Amichevole                                                             | -                                                                      |                                                                        |
| Totale                                                                 |                                                                        | Presenze                                                               | 4                                                                      |                                                                        | Reti                                                                   | 0                                                                      |                                                                        |

## Palmarès

### Club

#### Competizioni nazionali
- Campionato nigeriano: 1

Enyimba: 2019
- Campionato tunisino: 1

Espérance: 2021-2022